# Lulemino
Lulemino (kaszb. Lëlemino, niem. Lüllemin) – wieś w Polsce położona w województwie pomorskim, w powiecie słupskim, w gminie Kobylnica. Wieś sołecka obejmująca miejscowości Luleminko i Maszkowo.
W latach 1975–1998 miejscowość administracyjnie należała do województwa słupskiego.

## Nazwa
Nazwa miejscowości, wzmiankowana po raz pierwszy w formie Lullemyn w 1463, ma genezę słowiańską i charakter dzierżawczy. Powstała przez dodanie do nazwy osobowej Lulema formantu -ino. Niemiecka nazwa Lüllemin jest adaptacją fonetyczną pierwotnej nazwy słowiańskiej.
Rada Języka Kaszubskiego proponuje kaszubską formę nazwy Lulemino.